# Carlos María Domínguez
 (août 2019).
Si vous disposez d'ouvrages ou d'articles de référence ou si vous connaissez des sites web de qualité traitant du thème abordé ici, merci de compléter l'article en donnant les références utiles à sa vérifiabilité et en les liant à la section « Notes et références ».
Carlos María Domínguez, né le 23 avril 1955 à Buenos Aires (Argentine), est un écrivain, éditeur et journaliste argentin. Il vit à Montevideo depuis 1989.

## Biographie
Il commence sa carrière de journaliste à la revue Crisis de Buenos Aires dont il fut secrétaire de rédaction puis directeur.
À Montevideo, il fut rédacteur en chef et contributeur des pages littéraires de l'hebdomadaire Brecha. Il édite les pages littéraires de l'hebdomadaire Búsqueda. Il exerce également la critique littéraire dans le supplément culturel du quotidien espagnol El País.
Carlos María Domínguez a publié une vingtaine de livres (romans, nouvelles, récits de voyage, biographies et deux pièces de théâtre).
Son bref roman La maison de papier (Le Seuil, 2004) a été traduit dans une vingtaine de langues.